# Віцепрезидент Єгипту
Віцепрезидент Арабської Республіки Єгипет — вища посадова особа в єгипетському уряді. Посада була започаткована після створення республіки 1953 року.
Відповідно до конституції Єгипту президент може призначити одного чи більше віцепрезидентів та визначити їхню юрисдикцію, а також звільнити від займаних посад.
1 січня 2013 року посаду було скасовано «ісламською» конституцією. 9 липня того ж року посаду було відновлено тимчасовою конституційною декларацією. Тоді посаду зайняв Мохаммед ель-Барадеї. 14 серпня він подав у відставку.

## Список віцепрезидентів
| #                                                   | Ім'я                     | Портрет       | Роки життя | Початок повноважень | Закінчення повноважень | Політична партія                | Політична партія                     | Президент                       |
| --------------------------------------------------- | ------------------------ | ------------- | ---------- | ------------------- | ---------------------- | ------------------------------- | ------------------------------------ | ------------------------------- |
| 1                                                   | Сабрі аль-Асалі          |               | 1903-1976  | 7 березня 1958      | 7 жовтня 1958          |                                 | Національна партія                   | Ґамаль Абдель Насер             |
| 1                                                   | Акрам Гаурані            |               | 1912-1996  | 7 березня 1958      | 19 вересня 1960        |                                 | Баас (Арабський соціалістичний союз) | Ґамаль Абдель Насер             |
| 1                                                   | Абдель Латіф аль-Багдаді |               | 1917-1999  | 7 березня 1958      | 1 грудня 1962          |                                 | Національний союз                    | Ґамаль Абдель Насер             |
| 1                                                   | Абдель Латіф аль-Багдаді | 1 грудня 1962 | 1917-1999  | 23 березня 1964     |                        | Арабський соціалістичний союз   |                                      | Ґамаль Абдель Насер             |
| 1                                                   | Абдель Хакім Амер        |               | 1919-1967  | 7 березня 1958      | 1 грудня 1962          |                                 | Національний союз                    | Ґамаль Абдель Насер             |
| 1                                                   | Абдель Хакім Амер        | 1 грудня 1962 | 1919-1967  | 30 вересня 1965     |                        | Арабський соціалістичний союз   |                                      | Ґамаль Абдель Насер             |
| 5                                                   | Нур аль-Дін Кагала       |               | 1910—      | 20 вересня 1960     | 18 жовтня 1961         |                                 | Національний союз                    | Ґамаль Абдель Насер             |
| 6                                                   | Абу Абадлла аль-Лібі     |               | 1925 —     | 16 серпня 1961      | 18 жовтня 1961         |                                 | Національний союз                    | Ґамаль Абдель Насер             |
| 6                                                   | Камаль аль-Дін Гусейн    |               | 1921-1999  | 16 серпня 1961      | 1 грудня 1962          |                                 | Національний союз                    | Ґамаль Абдель Насер             |
| 6                                                   | Камаль аль-Дін Гусейн    | 1 грудня 1962 | 1921-1999  | 23 березня 1964     |                        | Арабський соціалістичний союз   |                                      | Ґамаль Абдель Насер             |
| 6                                                   | Закарія Мохі ед-Дін      |               | 1918-2012  | 16 серпня 1961      | 1 грудня 1962          |                                 | Національний союз                    | Ґамаль Абдель Насер             |
| 6                                                   | Закарія Мохі ед-Дін      | 1 грудня 1962 | 1918-2012  | 23 березня 1964     |                        | Арабський соціалістичний союз   |                                      | Ґамаль Абдель Насер             |
| 6                                                   | Гусейн аль-Шафеї         |               | 1918-2005  | 16 серпня 1961      | 1 грудня 1962          |                                 | Національний союз                    | Ґамаль Абдель Насер             |
| 6                                                   | Гусейн аль-Шафеї         | 1 грудня 1962 | 1918-2005  | 30 вересня 1965     |                        | Арабський соціалістичний союз   |                                      | Ґамаль Абдель Насер             |
| 10                                                  | Анвар Садат              |               | 1918-1981  | 17 лютого 1964      | 26 березня 1964        |                                 | Арабський соціалістичний союз        | Ґамаль Абдель Насер             |
| 10                                                  | Гусейн Ібрагім           |               | 1917-1990  | 17 лютого 1964      | 27 січня 1966          |                                 | Арабський соціалістичний союз        | Ґамаль Абдель Насер             |
| 12                                                  | Закарія Мохі ед-Дін      |               | 1918-2012  | 1 жовтня 1965       | 20 березня 1968        |                                 | Арабський соціалістичний союз        | Ґамаль Абдель Насер             |
| 12                                                  | Алі Сабрі                |               | 1920-1991  | 1 жовтня 1965       | 20 березня 1968        |                                 | Арабський соціалістичний союз        | Ґамаль Абдель Насер             |
| 14                                                  | Гусейн аль-Шафеї         |               | 1918-2005  | 20 березня 1968     | 16 січня 1973          |                                 | Арабський соціалістичний союз        | Ґамаль Абдель Насер Анвар Садат |
| 15                                                  | Анвар Садат              |               | 1918-1981  | 19 грудня 1969      | 14 жовтня 1970         |                                 | Арабський соціалістичний союз        | Ґамаль Абдель Насер             |
| 16                                                  | Алі Сабрі على صبرى       |               | 1920-1991  | 30 жовтня 1970      | 2 травня 1971          |                                 | Арабський соціалістичний союз        | Анвар Садат                     |
| Вакантна посада (2 травня 1971 — 16 січня 1972)     |                          |               |            |                     |                        |                                 |                                      |                                 |
| 17                                                  | Махмуд Фавзі             |               | 1900-1981  | 16 січня 1972       | 18 вересня 1974        |                                 | Арабський соціалістичний союз        | Анвар Садат                     |
| Вакантна посада (18 вересня 1974 — 16 квітня 1975)  |                          |               |            |                     |                        |                                 |                                      |                                 |
| 18                                                  | Госні Мубарак            |               | 1928 —     | 16 квітня 1975      | 2 жовтня 1978          |                                 | Арабський соціалістичний союз        | Анвар Садат                     |
| 18                                                  | Госні Мубарак            | 2 жовтня 1978 | 1928 —     | 14 жовтня 1981      |                        | Національно-демократична партія |                                      | Анвар Садат                     |
| Вакантна посада (14 жовтня 1981 — 29 січня 2011)    |                          |               |            |                     |                        |                                 |                                      |                                 |
| 19                                                  | Омар Сулейман            |               | 1936-2012  | 29 січня 2011       | 11 лютого 2011         |                                 | Незалежний                           | Хосні Мубарак                   |
| Вакантна посада (11 лютого 2011 — 12 серпня 2012)   |                          |               |            |                     |                        |                                 |                                      |                                 |
| 20                                                  | Магмуд Меккі             |               | 1954 —     | 12 серпня 2012      | 22 грудня 2012         |                                 | Незалежний                           | Мухаммед Мурсі                  |
| Посада ліквідована (22 грудня 2012 — 14 липня 2013) |                          |               |            |                     |                        |                                 |                                      |                                 |
| -                                                   | Магомет аль-Барадеї      |               | 1942 —     | 14 липня 2013       | 14 серпня 2013         |                                 | Конституційна партія                 | Адлі Мансур                     |
| Вакантна посада (з 14 серпня 2013)                  |                          |               |            |                     |                        |                                 |                                      |                                 |